# Nördlicher Haarnasenwombat
Der Nördliche Haarnasenwombat (Lasiorhinus krefftii), auch Yaminon genannt, ist eine Beutelsäugerart aus der Familie der Wombats (Vombatidae). Er zählt zu den am stärksten bedrohten australischen Säugetieren.
Der Artzusatz im wissenschaftlichen Namen ehrt den Wissenschaftler Gerard Krefft, der von 1861 bis 1874 Kurator am Australian Museum war. Die Erstbeschreibung erfolgte anhand eines fossilen Schädels.

## Beschreibung
Wie alle Wombats ist der Nördliche Haarnasenwombats durch den massiven, bärenähnlichen Körperbau gekennzeichnet. Der Schädel wirkt flachgedrückt, die Schnauze ist relativ breit und behaart. Die Ohren sind lang und zugespitzt. Ihr weiches, seidiges Fell ist graubraun gefärbt. Diese Tiere erreichen eine Kopfrumpflänge von bis zu 1 Meter, der kurze Schwanz wird 3 bis 6 Zentimeter lang, und ihr Gewicht beträgt 25 bis 40 Kilogramm.

## Verbreitung und Lebensraum
Ursprünglich waren Nördliche Haarnasenwombats im östlichen und südöstlichen Queensland sowie in Teilen des östlichen New South Wales verbreitet. Um 1910 waren sie im größten Teil ihres Verbreitungsgebietes ausgerottet, sodass sie heute nur mehr in einem drei Quadratkilometer großen Gebiet im Epping-Forest-Nationalpark im mittleren Queensland vorkommen. Ihr Lebensraum sind halbtrockene, offene Waldgebiete oder Grasländer.

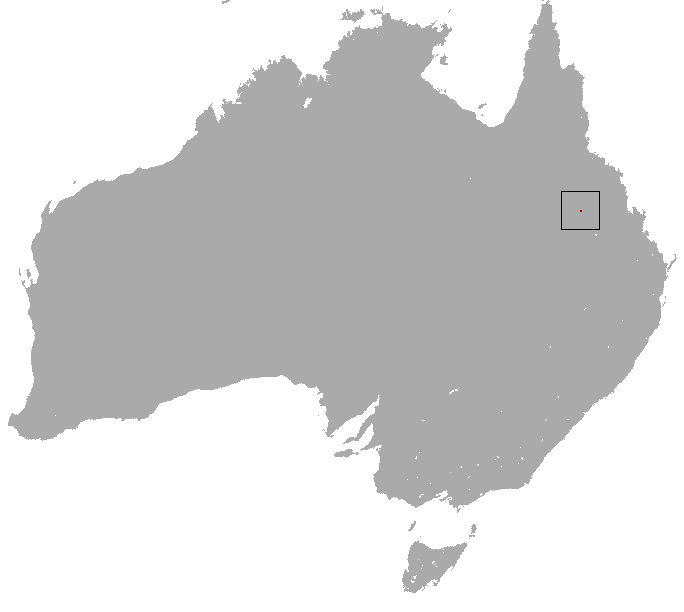
Verbreitungskarte des Nördlichen Haarnasenwombats

## Lebensweise
Diese Tiere sind Bodenbewohner, sie graben Baue unter der Erde. Diese Baue können zu einem komplexen Tunnelsystem zusammenwachsen, das manchmal mehrere Tiere gemeinsam benutzen. Trotzdem sind sie Einzelgänger, jedes Tier hat sein eigenes, rund 10 Hektar großes Nahrungsrevier. Nördliche Haarnasenwombats sind nachtaktiv. Während sie tagsüber in diesen Bauen schlafen, begeben sie sich in der Nacht auf Nahrungssuche. Sie fressen in erster Linie Gräser.

## Fortpflanzung
Die Paarungszeit dieser Tiere liegt im Frühling oder Sommer, die Geburt fällt meist in die Monate November bis März. Meistens kommt ein einzelnes Jungtier zur Welt, das seine ersten sechs bis sieben Lebensmonate im nach hinten geöffneten Beutel der Mutter verbringt. Nach acht bis neun Monaten wird es entwöhnt und ist mit rund zwei Jahren geschlechtsreif. In drei Jahren kann das Weibchen zwei Junge zur Welt bringen.

## Bedrohung
Nördliche Haarnasenwombats zählen zu den seltensten und gefährdetsten australischen Säugetieren. Im Großteil ihres Verbreitungsgebietes sind sie in den ersten Jahrzehnten des 20. Jahrhunderts ausgestorben, lediglich in einer kleinen Region im mittleren Queensland konnten sie überleben. Dieses Gebiet wurde zwar 1971 in ein Naturschutzgebiet umgewandelt, jedoch durften Rinder weiterhin darin grasen. Durch diese Nahrungskonkurrenz fiel die Gesamtpopulation Anfang der 1980er-Jahre auf 25 Tiere. Nachdem die Rinderpopulation eingedämmt wurde, hat sich die Population der Wombats leicht erhöht. Bei der Zählung 2016 fand man 240 Tiere innerhalb des Nationalparks. Zusammen mit zehn Tieren im Richard Underwood Nature Refuge ergibt es eine Gesamtpopulation von 250 Tieren. Die IUCN listet die Art als vom Aussterben bedroht („critically endangered“), weil ihr Verbreitungsgebiet nur rund drei Quadratkilometer umfasst und der Ausbruch einer Seuche oder eine schwere Dürre fatal für das Weiterbestehen der Art wären. Die Schutzmaßnahmen werden auch dadurch erschwert, dass die Wombats sich nur schwer in menschlicher Obhut halten lassen und Zuchtprogramme nur selten gelingen.